# دارشکنک بلوطی
دارشکنک بلوطی (نام علمی: Picumnus cinnamomeus) نام یک گونه از سرده دارشکنک‌ها است.